# Паљење рајхстага (ТВ кратки филм)
„Паљење рајхстага” је југословенски кратки ТВ филм из 1972. године. Режирао га је Арсеније Јовановић а сценарио је написао Мајкл Мансфелд.

## Улоге
| Глумац                  | Улога           |
| ----------------------- | --------------- |
| Петар Банићевић         |                 |
| Дејан Чавић             |                 |
| Беким Фехмију           | Георги Димитров |
| Александар Груден       |                 |
| Иво Јакшић              |                 |
| Петар Краљ              | Ван дер Либе    |
| Јован Милићевић         |                 |
| Воја Мирић              |                 |
| Светолик Никачевић      |                 |
| Божидар Павићевић Лонга |                 |

Остале улоге ▼
| Глумац                     | Улога |
| -------------------------- | ----- |
| Бранко Плеша               |       |
| Душан Почек                |       |
| Владимир Поповић           |       |
| Васја Станковић            |       |
| Властимир Ђуза Стојиљковић |       |
| Марко Тодоровић            |       |
| Михајло Викторовић         |       |